# Leptogorgia regis
Leptogorgia regis is een zachte koraalsoort uit de familie Gorgoniidae. De koraalsoort komt uit het geslacht Leptogorgia. Leptogorgia regis werd in 1928 voor het eerst wetenschappelijk beschreven door Hickson. 